# Jarkko Nieminen
Jarkko Nieminen (* 23. Juli 1981 in Masku) ist ein ehemaliger finnischer Tennisspieler.

## Karriere

### Junior Tour
Mit vier Jahren begann Nieminen Tennis zu spielen.
1999 besiegte er im Finale des Junioren-Grand-Slam-Turniers der US Open Kristian Pless aus Dänemark. Mit diesem Erfolg schaffte er es in jenem Jahr bis auf Platz 9 der Junioren-Weltrangliste.

### 2000 bis 2004
Nieminen wurde im Jahr 2000 Profi. Das Jahr 2001 beendete er nach einer soliden Saison, in der er vier Challenger-Titel (Wolfsburg, Tampere, Córdoba und Maia) gewann, zum ersten Mal in den Top 100. Im Dezember 2001 erreichte er auch als erster Finne (seit Leo Palin in Sofia) ein ATP-Finale: Als Qualifikant erreichte er das Endspiel des ATP-Turniers in Stockholm, in dem er schließlich dem Niederländer Sjeng Schalken unterlag.
2002 schaffte Nieminen als erster Finne überhaupt den Sprung unter die Top 50 der Welt. In diesem Jahr erreichte er in Estoril und Mallorca jeweils das Finale.
2003 zog er München in sein viertes ATP-Finale ein. Das Jahr beendete er unter den Top 40.
2004 beendete er das vierte Jahr in Folge in den Top 100, obwohl er drei Monate verletzungsbedingt hatte pausieren müssen. Er erreichte immerhin dreimal ein Halbfinale (Sydney, Dubai und Peking).

### 2005 bis 2009
Im Jahr 2005 gewann Nieminen in Prostějov (Tschechien) einen Challenger-Titel. Bei den Australian Open kam er nach Siegen über Davide Sanguinetti und Paradorn Srichaphan bis in die dritte Runde. Dort musste er jedoch wegen einer Bauchmuskelzerrung beim Stand von 3:6, 2:5 gegen Roger Federer aufgeben. Bei den French Open in Roland Garros besiegte Nieminen überraschend den allerdings an einer Rückenverletzung laborierenden Superstar Andre Agassi und zog damit in die zweite Runde ein. Dort unterlag er Igor Andrejew in vier Sätzen. In Wimbledon verlor Nieminen sein Auftaktspiel gegen Tim Henman knapp in fünf Sätzen. Zudem erreichte er in München, Stuttgart, Bangkok und Tokio das Halbfinale. Seine beste Leistung des Jahres war der Einzug ins Viertelfinale der US Open, wo er Lleyton Hewitt in fünf Sätzen unterlag.
Die Saison 2006 sollte Nieminens bisher beste Saison werden. Im ersten Monat gelang ihm eine 9:2-Matchbilanz mit einem Viertelfinale in Adelaide und seinem ersten Titel auf der ATP Tour in Auckland. Dort besiegte er im Finale Mario Ančić klar mit 6:2, 6:2. Außerdem erreichte er bei den Australian Open Runde drei, in der er David Nalbandian unterlag. Beim ATP-Masters-Series-Turnier in Indian Wells erreichte er sein erstes Viertelfinale bei einem Turnier dieser Kategorie. Am 17. April gelang ihm erstmals der Sprung unter die Top 20 der Welt. Im Viertelfinale von Barcelona führte Nieminen gegen Titelverteidiger Rafael Nadal schon mit 6:4 und 4:1, konnte das Match letztlich aber nicht für sich entscheiden.
Als Nieminen in Roland Garros in der ersten Runde ausschied, begann für ihn die Rasensaison. Er erreichte die zweite Runde in Halle und das Viertelfinale in Wimbledon, in dem er Nadal unterlag. Zurück auf Sand erreichte er am 10. Juli nach dem Einzug in die Vorschlussrunde von Båstad, wo er gegen Tommy Robredo verlor, mit Platz 13 seine bislang beste Weltranglistenposition. Bei den US Open verlor Nieminen sein Auftaktspiel gegen Xavier Malisse. In Stockholm erreichte er das Finale und unterlag dort James Blake. Außerdem erreichte er in Rotterdam und München jeweils das Halbfinale. Nieminen verzeichnete in diesem Jahr auf allen Belägen eine positive Matchbilanz: 30:14 auf Hartplatz, 16:8 auf Sand, 5:3 auf Gras und 4:3 auf Teppich. Mit 894.565 US-Dollar an gewonnenem Preisgeld stellte diese Saison auch seine finanziell beste dar.
2007 beendete er zum dritten Mal in Folge das Jahr unter den Top 30 der Welt, nachdem er unter anderem das Finale in Basel erreichte. Außerdem feierte er in Mumbai den ersten Doppeltitel seiner Karriere an der Seite des Schweden Robert Lindstedt.
2008 erreichte er das Finale von Adelaide, dieses Mal unterlag er dort aber Michaël Llodra glatt in zwei Sätzen. Außerdem konnte er bei den Australian Open seinen Achtelfinaleinzug aus dem Vorjahr noch toppen. Er kam bis ins Viertelfinale, wo er von Rafael Nadal gestoppt wurde. Er repräsentierte Finnland bei den Olympischen Spielen in Peking, verlor dort aber schon in der ersten Runde gegen den Schweden Thomas Johansson. Bei den US Open gelang ihm an der Seite von Robert Lindstedt mit dem Erreichen der Runde der letzten Acht sein bislang bestes Doppelergebnis bei einem Grand-Slam-Turnier.
Das Jahr 2009 begann für den Finnen mit einer Finalteilnahme in Sydney, bei der er gegen David Nalbandian das Nachsehen hatte. Bei den Australian Open musste er bereits in der ersten Runde gegen Paul-Henri Mathieu wegen einer Leistenverletzung aufgeben. Zwar gewann er im Februar an der Seite von Rohan Bopanna das Doppelturnier in San José, trotzdem plagten ihn weiterhin Verletzungen. Nach vielen Erstrundenniederlagen musste er beim Challenger-Turnier in Tunis im Halbfinale gegen Gastón Gaudio abermals aufgeben und sich im Anschluss einer Handgelenksoperation unterziehen. Seine dreimonatige Zwangspause, durch die er unter anderem die French Open verpasste, beendete er beim Turnier in New Haven mit einer Erstrundenniederlage. Bei den US Open erreichte er die zweite Runde, wo er gegen Jo-Wilfried Tsonga verlor. Im Anschluss erreichte Nieminen noch das Viertelfinale in Stockholm. Danach spielte er hauptsächlich auf der Challenger-Ebene, wo er einen Turniersieg in Jersey feiern konnte. Bei seinem Heimturnier in Helsinki verlor Nieminen im Viertelfinale gegen seinen jungen Landsmann Henri Kontinen. Zum Abschluss der Saison erreichte Nieminen nach Siegen im Viertelfinale gegen Daniel Köllerer und im Halbfinale gegen Karol Beck das Finale des Challenger-Turniers in Salzburg, in dem er allerdings Michael Berrer unterlag. Doch mit dem Finaleinzug konnte Nieminen seine Top-100-Platzierung am Ende der Saison sichern.

### 2010 bis Karriereende 2015
Beim ATP-Turnier in Gstaad gewann Nieminen mit seinem schwedischen Partner Johan Brunström seinen zweiten Titel im Doppel gegen die Brasilianer Marcelo Melo und Bruno Soares. 2012 gewann Nieminen in Sydney seinen zweiten ATP-Titel im Einzel nach 2006 gegen den Franzosen Julien Benneteau. Im gleichen Turnier kam er im Doppel mit Matthew Ebden ins Endspiel, die beiden verloren aber gegen Mike Bryan und Bob Bryan. Seinen dritten Doppeltitel errang er 2013 in München mit dem Russen Dmitri Tursunow gegen das zyprisch-amerikanische Doppel Marcos Baghdatis und Eric Butorac.
In der ersten Runde der Sony Open 2014 gewann Nieminen gegen Bernard Tomic in 28 Minuten und 20 Sekunden. Das war der schnellste Sieg in der Geschichte der ATP Tour. Im gleichen Jahr errang er in Kitzbühel mit seinem Landsmann Henri Kontinen seinen vierten Titel im Doppel gegen den Italiener Daniele Bracciali und den Kasachen Andrei Golubew. Den fünften und letzten Titel im Doppel holte er sich 2015 in Buenos Aires, diesmal mit dem Brasilianer André Sá, die Gegner waren der Spanier Pablo Andújar und der Österreicher Oliver Marach.
Bei den If Stockholm Open 2015 beendete er nach Auftaktniederlagen in der Einzel- und Doppelkonkurrenz seine Karriere.

### Davis Cup
Jarkko Nieminen bestritt zwischen 1999 und 2015 insgesamt 33 Begegnungen für die finnische Davis-Cup-Mannschaft. Mit 45 Siegen gegenüber 11 Niederlagen im Einzel sowie 14 Siegen gegenüber 15 Niederlagen im Doppel ist Nieminen der erfolgreichste Spieler seines Landes.

## Privates
Jarkko Nieminen, dessen Eltern Chemiker sind und der eine ältere Schwester hat, ist mit der finnischen Badminton-Nationalspielerin Anu Nieminen verheiratet.

## Erfolge
| Legende (Anzahl der Siege)                       |
| Grand Slam                                       |
| Tennis Masters Cup ATP World Tour Finals         |
| ATP Masters Series ATP World Tour Masters 1000   |
| ATP International Series Gold ATP World Tour 500 |
| ATP International Series ATP World Tour 250 (7)  |
| ATP Challenger Tour (14)                         |

| Titel nach Belag |
| Hartplatz (3)    |
| Sand (4)         |
| Rasen (0)        |

### Einzel

#### Turniersiege

##### ATP World Tour
| Nr. | Datum           | Turnier  | Belag     | Finalgegner      | Ergebnis |
| --- | --------------- | -------- | --------- | ---------------- | -------- |
| 1.  | 9. Januar 2006  | Auckland | Hartplatz | Mario Ančić      | 6:2, 6:2 |
| 2.  | 15. Januar 2012 | Sydney   | Hartplatz | Julien Benneteau | 6:2, 7:5 |

##### ATP Challenger Tour
| Nr. | Datum              | Turnier      | Belag         | Finalgegner          | Ergebnis      |
| --- | ------------------ | ------------ | ------------- | -------------------- | ------------- |
| 1.  | 25. Februar 2001   | Wolfsburg    | Teppich (i)   | Andy Fahlke          | 3:6, 6:2, 7:5 |
| 2.  | 29. Juli 2001      | Tampere (1)  | Sand          | Mattias Hellström    | 6:1, 6:0      |
| 3.  | 11. August 2001    | Pozoblanco   | Hartplatz     | Paul-Henri Mathieu   | 6:4, 2:6, 6:3 |
| 4.  | 30. September 2001 | Maia         | Sand          | Feliciano López      | 5:7, 6:3, 6:4 |
| 5.  | 28. Juli 2002      | Tampere (2)  | Sand          | Richard Gasquet      | 7:5, 7:62     |
| 6.  | 17. November 2002  | Helsinki (1) | Hartplatz (i) | Lovro Zovko          | 7:5, 4:6, 7:5 |
| 7.  | 5. Juni 2005       | Prostějov    | Sand          | Ivo Minář            | 6:1, 6:3      |
| 8.  | 15. November 2009  | Jersey       | Teppich (i)   | Stéphane Robert      | 4:6, 6:1, 7:5 |
| 9.  | 21. März 2010      | Marrakesch   | Sand          | Oleksandr Dolhopolow | 6:3, 6:2      |
| 10. | 17. November 2013  | Helsinki (2) | Hartplatz (i) | Ričardas Berankis    | 6:3, 6:1      |

#### Finalteilnahmen
| Nr. | Datum            | Turnier    | Belag         | Finalgegner            | Ergebnis                |
| --- | ---------------- | ---------- | ------------- | ---------------------- | ----------------------- |
| 1.  | 29. Oktober 2001 | Stockholm  | Hartplatz     | Sjeng Schalken         | 6:3, 3:6, 3:6, 6:4, 3:6 |
| 2.  | 15. April 2002   | Estoril    | Sand          | David Nalbandian       | 4:6, 6:75               |
| 3.  | 6. Mai 2002      | Mallorca   | Sand          | Gastón Gaudio          | 2:6, 3:6                |
| 4.  | 5. Mai 2003      | München    | Sand          | Roger Federer          | 1:6, 4:6                |
| 5.  | 16. Oktober 2006 | Stockholm  | Hartplatz     | James Blake            | 4:6, 2:6                |
| 6.  | 29. Oktober 2007 | Basel      | Hartplatz     | Roger Federer          | 3:6, 4:6                |
| 7.  | 6. Januar 2008   | Adelaide   | Hartplatz     | Michaël Llodra         | 3:6, 4:6                |
| 8.  | 17. Januar 2009  | Sydney     | Hartplatz     | David Nalbandian       | 3:6, 7:69, 2:6          |
| 9.  | 3. Oktober 2010  | Bangkok    | Hartplatz (i) | Guillermo García López | 4:6, 6:3, 4:6           |
| 10. | 23. Oktober 2011 | Stockholm  | Hartplatz (i) | Gaël Monfils           | 5:7, 6:3, 2:6           |
| 11. | 25. Mai 2013     | Düsseldorf | Sand          | Juan Mónaco            | 4:6, 3:6                |

### Doppel

#### Turniersiege

##### ATP World Tour
| Nr. | Datum              | Turnier      | Belag     | Partner          | Finalgegner                        | Ergebnis          |
| --- | ------------------ | ------------ | --------- | ---------------- | ---------------------------------- | ----------------- |
| 1.  | 24. September 2007 | Mumbai       | Hartplatz | Robert Lindstedt | Rohan Bopanna Aisam-ul-Haq Qureshi | 7:63 7:65         |
| 2.  | 1. August 2010     | Gstaad       | Sand      | Johan Brunström  | Marcelo Melo Bruno Soares          | 6:3, 6:74, [11:9] |
| 3.  | 5. Mai 2013        | München      | Sand      | Dmitri Tursunow  | Marcos Baghdatis Eric Butorac      | 6:1, 6:4          |
| 4.  | 2. August 2014     | Kitzbühel    | Sand      | Henri Kontinen   | Daniele Bracciali Andrei Golubew   | 6:1, 6:4          |
| 5.  | 1. März 2015       | Buenos Aires | Sand      | André Sá         | Pablo Andújar Oliver Marach        | 4:6, 6:4, [10:7]  |

##### ATP Challenger Tour
| Nr. | Datum              | Turnier      | Belag         | Partner        | Finalgegner                          | Ergebnis         |
| --- | ------------------ | ------------ | ------------- | -------------- | ------------------------------------ | ---------------- |
| 1.  | 29. Juli 2000      | Tampere      | Sand          | Ville Liukko   | Steven Randjelovic Dušan Vemić       | 6:0, 4:6, 6:3    |
| 2.  | 14. September 2001 | Budapest     | Sand          | Oliver Marach  | Juri Schtschukin Orest Tereschtschuk | 6:2, 6:2         |
| 3.  | 16. November 2013  | Helsinki (1) | Hartplatz (i) | Henri Kontinen | Dustin Brown Philipp Marx            | 7:5, 5:7, [10:5] |
| 4.  | 15. November 2014  | Helsinki (2) | Hartplatz (i) | Henri Kontinen | Jonathan Marray Philipp Petzschner   | 7:62, 6:4        |

#### Finalteilnahmen
| Nr. | Datum              | Turnier   | Belag         | Partner          | Finalgegner                    | Ergebnis  |
| --- | ------------------ | --------- | ------------- | ---------------- | ------------------------------ | --------- |
| 1.  | 29. September 2003 | Bangkok   | Hartplatz     | Andrew Kratzmann | Jonathan Erlich Andy Ram       | 3:6, 6:74 |
| 2.  | 15. Februar 2009   | San José  | Hartplatz (i) | Rohan Bopanna    | Tommy Haas Radek Štěpánek      | 2:6, 3:6  |
| 3.  | 24. Oktober 2010   | Stockholm | Hartplatz     | Johan Brunström  | Eric Butorac Jean-Julien Rojer | 3:6, 4:6  |
| 4.  | 15. Januar 2012    | Sydney    | Hartplatz     | Matthew Ebden    | Bob Bryan Mike Bryan           | 1:6, 4:6  |